# إيفا روسمان
إيفا روسمان (بالألمانية: Eva Rossmann) Eva Rossmann (ولدت في جراتس في الأول من يناير 1962) هي كاتبة وصحفية نمساوية، كما أنها ناشطة في حركة حقوق المرأة في النمسا، وقد عملت فترة من حياتها محامية دستورية.

## حياتها
بدأت إيفا روسمان حياتها المهنية بالعمل محامية دستورية في مقر المستشارية النمساوية، ولكن لم يرق لها هذا المناخ من البيروقراطية، فاتجهت إلى الكتابة الصحفية فعملت صحفية حرة في إذاعة Orf، وكذلك في صحيفة «زيورخ الجديدة» Neuer Zürcher Zeitung. ثم عملت بعد ذلك في عدة صحف كبيرة. وفي عام 1994 تفرغت للكتابة الحرة.
وفي عام 1997 انضمت إلى الحركة النسائية التي كانت تؤيد مطالب النساء من الطبقات الشعبية، وساندت وقامت بتنظيم الحملة الانتخابية للمرشحة المستقلة في الانتخابات الرئاسية النمساوية جرتراود كنول Gertraud Knoll.
وقد وصفت إيفا نفسها بأنها شخص ذو توجهات وأفكار سياسية، إلا أنها لا تنتمي إلى أي حزب، غير أن لها ميل إلى أفكار حزب الخضر.
كانت الكتابات الأولى التي نشرتها إيفا روسمان كتبا متخصصة، تدور غالبا حول مواضيع المرأة والحركة النسائية. وفي عام 1999 صدرت روايتها البوليسية الأولى، وكانت الشخصية الرئيسية في هذه الرواية ميرا فالنسكي وهي صحفية ومخبرة سرية.

## من أعمالها
• معركة الانتخابات 1999
• جرائم فرويدية 2001
• اللحم البارد 2002
• الخمر والموت 2005
• مختلف 2006

## وصلات خارجية
- إيفا روسمان على موقع IMDb (الإنجليزية)